# 40-ва окрема бригада берегової оборони (Україна)
40-ва окрема бригада берегової оборони (40 ОБрБО) — військове з'єднання Військово-морських сил України.

## Історія
30 грудня 2024 року бригада повідомила, що відбила російський наступ на одному з напрямків Херсонщини.
На початку січня 2025 року бригада повідомила, що перебила логістику росіян ударами FPV-дронів на Херсонщині.
У квітні 2025 року з'явилися повідомлення, що 150-та окрема механізована бригада була перетворена на 40-ву окрему бригаду берегової оборони.

## Структура
- 1-й батальйон[6]

## Оснащення
- BvS 10[7]
- БМП-1ТС оснащені бойовим модулем «Спис»[8]
- БМП-2[9]
- SHARK (БпЛА)[10]

## Втрати
- 21 лютого 2025 — Малахов Руслан, 150 ОМБр, був прикомандирований до 40 ОБрМП. 07.02.1988 р.н. Загинув на Херсонському напрямку.[2]
- 15.03.2025 — Усатий Юрій. 5.07.1971, м. Львів.[11]
- 15.04.2025 — Драгомаца Михайло, матрос, гранатометник. 10.11.1981, с. Бортники. Загинув в Херсонській області.[12]
- 21 квітня 2025 — Дяковський Роман. 1.12.1978, м. Львів.[13]